# Dysfagia
Dysfagia – termin medyczny określający utrudnione przechodzenie pokarmu z jamy ustnej przez przełyk do żołądka.
Wyróżnia się dwa typy dysfagii:
- dysfagię ustno-gardłową (górną, przedprzełykową) – trudności w przełykaniu związane z zaburzeniem przechodzenia pokarmu do przełyku
- dysfagię przełykową (dolną) – trudności w przechodzeniu kęsów pokarmowych przez przełyk.

## Przyczyny
Dysfagię ustno-gardłową mogą powodować następujące schorzenia: urazy i choroby ośrodkowego układu nerwowego, udar mózgu (krwawienie śródmózgowe), choroba Wilsona, stwardnienie rozsiane, guzy pnia mózgu, stwardnienie zanikowe boczne, neuropatie obwodowe (np. w przebiegu cukrzycy, sarkoidozy, chorób układowych tkanki łącznej, błonicy, zatrucia jadem kiełbasianym, zespołu Guillaina-Barrégo), zespół opuszkowy i rzekomoopuszkowy, choroba Parkinsona, pląsawica Huntingtona, wiąd rdzenia, guzy głowy i szyi, zabiegi operacyjne w tym rejonie, choroby mięśni (dystrofia, miastenia),  nowotwory i stany zapalne jamy ustnej i gardła, uchyłek Zenkera, zaburzenia czynnościowe, zaburzenia koordynacji górnego zwieracza przełyku, wole, choroba zwyrodnieniowa kręgosłupa, ciała obce.
Do najczęstszych chorób wywołujących dysfagię przełykową należą: nowotwory przełyku (zwłaszcza rak przełyku), rak wpustu, zwężenie pozapalne przełyku, zwężenie po oparzeniu przełyku, pierścień Schatzkiego, ciała obce, uchyłki przełyku, ucisk na przełyk od zewnątrz przez nowotwory lub tętniaki, achalazja wpustu, rozlany skurcz przełyku (przełyk korkociągowaty), bolesne skurcze przełyku (przełyk typu dziadka do orzechów), zespół Plummera-Vinsona, twardzina układowa, zapalenie przełyku, choroba refluksowa przełyku, dysfagia czynnościowa, cukrzyca, choroba Chagasa, a także działanie niepożądane niektórych leków (azotanów, antagonistów kanału wapniowego, metyloksantyn).

## Objawy
Dysfagia może manifestować się poprzez: krztuszenie się, kaszel, łzawienie, kichanie, odruchy wymiotne, uczucie zatrzymania pokarmu w przełyku, rozpieranie, odynofagię (ból podczas przełykania).
W dysfagii może być upośledzona możliwość połykania pokarmów stałych, pokarmów rozdrobnionych, płynów aż do całkowitego braku możliwości połykania (afagia).

## Diagnostyka
W diagnostyce przyczyn dysfagii pomocnymi mogą być następujące badania: kontrastowe badanie radiologiczne przełyku, ezofagoskopia z pobraniem materiału do badania histologicznego i mikrobiologicznego, manometria przełyku, ewentualnie tomografia komputerowa klatki piersiowej.

## Leczenie
Terapia zależna jest od przyczyny dysfagii.